# Lodewijk Willem Ernst Rauwenhoff

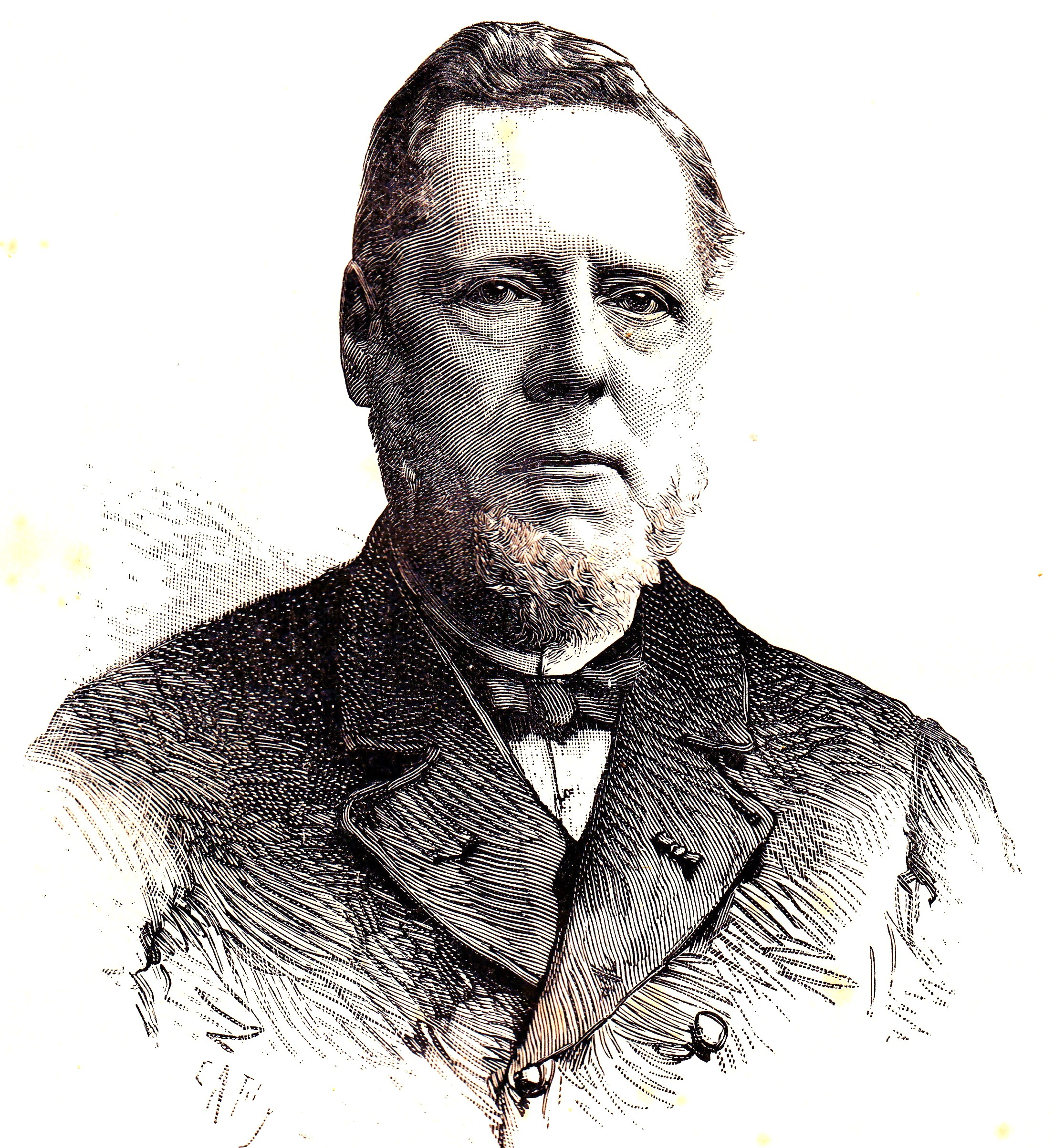
Lodewijk Willem Ernst Rauwenhoff

Lodewijk Willem Ernst Rauwenhoff (Amsterdam, 27 juli 1828 – Meran, 26 januari 1889), was een Nederlands theoloog, predikant, kerkhistoricus en hoogleraar.
Rauwenhoff studeerde vanaf 1847 in Leiden en promoveerde hier in de theologie. In 1852 werd hij predikant in Mijdrecht, vanaf 1856 in Dordrecht en vanaf 1859 in Leiden. In 1860 werd hij hoogleraar in Leiden. Rauwenhoff overleed in Meran in het toen nog Oostenrijkse Zuid-Tirol en werd begraven in het familiegraf in Tongeren bij Epe.

## Belangrijkste publicaties
- Geschiedenis van het Protestantisme, 3 delen, Haarlem 1865-1871
- Christendom en menschheid, Leiden 1860
- Heroën in de geschiedenis, Leiden 1862
- De faculteit der godgeleerdheid aan de Nederlandsche hoogescholen, Leiden 1865
- Katholicisme en Ultramontanisme, Leiden 1869
- De actualiteitspolitiek van de synode der Nederlandsch Hervormde kerk, Leiden 1870
- De verhouding van de hoogeschool tot de maatschappij, Leiden 1872
- Het oude en het nieuwe geloof. D.F. Strauss beantwoord, Leiden 1873

- Biografisch Portaal: 62353227
- Digitale Bibliotheek voor de Nederlandse Letteren: rauw003
- Gemeinsame Normdatei: 128841826
- International Standard Name Identifier: 0000 0000 8373 6267
- Library of Congress Control Number: no99055455
- Nationale Bibliotheek van Israël: 987007293009505171
- Nederlandse Thesaurus van Auteursnamen: 070091110
- Système universitaire de documentation: 117063479
- Virtual International Authority File: 37981812
- WorldCat: E39PBJfh447tB79fGwqmqXM773